# یانپیلس
یانپیلس (به لاتین: Jaunpils) یک روستا در لتونی است که در شهرداری یانپیلس واقع شده‌است. یانپیلس ۱٬۰۲۹ نفر جمعیت دارد.